# Jason Tessier
Pour les articles homonymes, voir Tessier.
Jason Tessier  (né le 28 octobre 1979 à Saint-Jérôme dans la province de Québec au Canada) est un joueur canadien de hockey sur glace qui évoluait en position de défenseur.

## Carrière de joueur
Défenseur québécois, il a évolué trois saisons avec les Huskies de Rouyn-Noranda de la Ligue de hockey junior majeur du Québec, avant de faire le saut chez les professionnels lors de la saison 2000-2001. Il se joignit alors à un club de la Western Professional Hockey League, les Buzzards d'El Paso. Ce club se greffa à la Ligue centrale de hockey la saison suivante et il resta avec l'équipe.
Il évolue ensuite deux saisons avec les Killer Bees de Rio Grande Valley, puis il fit un passage d'une saison dans le championnat d'élite d'Italie en 2005-2006. Il porte alors les couleurs du HC Asiago et du HC Val Pusteria Wolves.
De retour dans la Ligue centrale de hockey, il passe une saison avec les RiverKings de Memphis, puis une autre avec les Ice Bats d'Austin.
Il commence la saison 2008-2009 avec l'Isothermic de Thetford Mines de la Ligue nord-américaine de hockey, puis après avoir disputé quatre matchs, il décide de se joindre au Thunder de Wichita.
Après une saison avec les IceRays de Corpus Christi, il se joint aux Dundee Stars en vue de la saison 2010-2011. En raison d'une importante blessure, il ne peut disputer de match et il doit mettre un terme à sa saison.

## Statistiques
Pour les significations des abréviations, voir Statistiques du hockey sur glace.
| Saison    | Équipe                           | Ligue   |    | Saison régulière | Saison régulière | Saison régulière | Saison régulière | Saison régulière |   | Séries éliminatoires | Séries éliminatoires | Séries éliminatoires | Séries éliminatoires | Séries éliminatoires |
| Saison    | Équipe                           | Ligue   | PJ | B                | A                | Pts              | Pun              | PJ               | B | A                    | Pts                  | Pun                  |                      |                      |
| 1997-1998 | Huskies de Rouyn-Noranda         | LHJMQ   | 47 | 3                | 4                | 7                | 29               | 6                | 0 | 0                    | 0                    | 6                    |                      |                      |
| 1998-1999 | Huskies de Rouyn-Noranda         | LHJMQ   | 57 | 1                | 9                | 10               | 59               | 11               | 0 | 3                    | 3                    | 29                   |                      |                      |
| 1999-2000 | Huskies de Rouyn-Noranda         | LHJMQ   | 60 | 8                | 21               | 29               | 72               | 11               | 0 | 4                    | 4                    | 16                   |                      |                      |
| 2000-2001 | Buzzards d'El Paso               | WPHL    | 69 | 4                | 31               | 35               | 53               | 4                | 2 | 2                    | 4                    | 2                    |                      |                      |
| 2001-2002 | Buzzards d'El Paso               | LCH     | 64 | 12               | 41               | 53               | 87               | 11               | 1 | 5                    | 6                    | 22                   |                      |                      |
| 2002-2003 | Buzzards d'El Paso               | LCH     | 64 | 9                | 29               | 38               | 87               | -                | - | -                    | -                    | -                    |                      |                      |
| 2003-2004 | Killer Bees de Rio Grande Valley | LCH     | 62 | 11               | 28               | 39               | 88               | 3                | 0 | 0                    | 0                    | 0                    |                      |                      |
| 2004-2005 | Killer Bees de Rio Grande Valley | LCH     | 59 | 10               | 27               | 37               | 101              | -                | - | -                    | -                    | -                    |                      |                      |
| 2005-2006 | HC Asiago                        | Série A | 35 | 2                | 7                | 9                | 60               | -                | - | -                    | -                    | -                    |                      |                      |
| 2005-2006 | HC Val Pusteria Wolves           | Série A | 10 | 1                | 2                | 3                | 14               | -                | - | -                    | -                    | -                    |                      |                      |
| 2006-2007 | RiverKings de Memphis            | LCH     | 33 | 2                | 22               | 24               | 30               | 18               | 0 | 9                    | 9                    | 24                   |                      |                      |
| 2007-2008 | Ice Bats d'Austin                | LCH     | 60 | 10               | 34               | 44               | 95               | 2                | 0 | 1                    | 1                    | 9                    |                      |                      |
| 2008-2009 | Isothermic de Thetford Mines     | LNAH    | 4  | 0                | 0                | 0                | 0                | -                | - | -                    | -                    | -                    |                      |                      |
| 2008-2009 | Thunder de Wichita               | LCH     | 64 | 10               | 24               | 34               | 98               | -                | - | -                    | -                    | -                    |                      |                      |
| 2009-2010 | IceRays de Corpus Christi        | LCH     | 62 | 3                | 29               | 32               | 88               | 2                | 1 | 0                    | 1                    | 0                    |                      |                      |